# Marc Pujol
Marc Pujol Pons (Andorra la Vella, 21 de agosto de 1982) é um futebolista andorrano que atua como meia-atacante. Atualmente joga pelo Atlètic d'Escaldes e pela Seleção Andorrana.

## Carreira em clubes
Revelado pelo FC Andorra (clube onde atuou em 4 passagens), Pujol defendeu outras 6 equipes de seu país: Sant Julià, FC Santa Coloma, Inter d'Escaldes, UE Engordany, Ordino e Atlètic d'Escaldes, que o contratou em janeiro de 2024. Pelo Sant Julià, venceu a Supercopa de Andorra em 2003.
Ele ainda jogou por 5 equipes da Catalunha: Sant Andreu, Figueres, Santboià, Manresa e Balaguer.

## Seleção nacional
Pujol estreou pela Seleção Andorrana em fevereiro de 2000, num amistoso contra a Albânia, marcando seu primeiro gol na derrota por 5 a 1 para a Finlândia, em setembro de 2004. Após a despedida de Ildefons Lima em setembro de 2023, tornou-se o novo capitão do time.
Com 115 partidas disputadas com a camisa dos Tricolors, é o terceiro jogador que mais defendeu a seleção na história, e o 264º com mais jogos por uma seleção, empatado com outros 14 atletas, entre eles David Beckham, Roberto Ayala, Noureddine Naybet, Gheorghe Popescu, Miralem Pjanić e Gonzalo Jara.

## Estatísticas pela seleção
- Atualizado até 26 de março de 2024[5]

| Seleção Andorra | Seleção Andorra | Seleção Andorra |
| Ano             | Partidas        | Gols            |
| --------------- | --------------- | --------------- |
| 2000            | 4               | 0               |
| 2001            | 1               | 0               |
| 2002            | 4               | 0               |
| 2003            | 5               | 0               |
| 2004            | 5               | 1               |
| 2005            | 5               | 0               |
| 2006            | 5               | 0               |
| 2007            | 5               | 0               |
| 2008            | 5               | 1               |
| 2009            | 4               | 0               |
| 2010            | 5               | 0               |
| 2011            | 3               | 0               |
| 2012            | 6               | 0               |
| 2013            | 4               | 0               |
| 2014            | 4               | 0               |
| 2015            | 1               | 0               |
| 2016            | 6               | 0               |
| 2017            | 7               | 0               |
| 2018            | 2               | 0               |
| 2019            | 2               | 0               |
| 2020            | 7               | 0               |
| 2021            | 9               | 2               |
| 2022            | 6               | 0               |
| 2023            | 7               | 0               |
| 2024            | 2               | 0               |
| Total           | 115             | 4               |

### Gols
| Gol | Data                   | Local                                               | Rival        | Placar no momento do gol | Placar final | Competição                        |
| --- | ---------------------- | --------------------------------------------------- | ------------ | ------------------------ | ------------ | --------------------------------- |
| 1.  | 8 de setembro de 2004  | Estadi Comunal d'Andorra la Vella, Andorra la Vella | Romênia      | 1–3                      | 1–5          | Eliminatórias para a Copa de 2006 |
| 2.  | 10 de setembro de2008  | Estadi Comunal d'Andorra la Vella, Andorra la Vella | Bielorrússia | 1–1                      | 1–3          | Eliminatórias para a Copa de 2010 |
| 3.  | 31 de março de 2021    | Estádio Nacional de Andorra, Andorra la Vella       | Hungria      | 1–4                      | 1–4          | Eliminatórias para a Copa de 2022 |
| 4.  | 12 de novembro de 2021 | Estádio Olímpico de San Marino, Serravalle          | San Marino   | 1–0                      | 3–0          | Eliminatórias para a Copa de 2022 |

## Títulos
FC Santa Coloma
- Primeira Divisão de Andorra: 2013–14, 2014–15, 2015–16

Inter d'Escaldes
- Primeira Divisão de Andorra: 2020–21, 2021–22
- Copa Constitució: 2020
- Supercopa de Andorra: 2020, 2021

Sant Julià
- Supercopa de Andorra: 2003